# Spišské Bystré
Spišské Bystré este o comună slovacă, aflată în districtul Poprad din regiunea Prešov. Localitatea se află la altitudinea de 673 m deasupra n.m., se întinde pe o suprafață de 37,95 km2 și în 2017 număra 2.556 de locuitori. Se învecinează cu comuna Kravany.

## Istoric
Localitatea Spišské Bystré este atestată documentar din 1294.

## Demografie
| An:                | 1994 | 2004   | 2014   | 2024   |
| ------------------ | ---- | ------ | ------ | ------ |
| Număr de persoane: | 2174 | 2391   | 2484   | 2480   |
| Diferență:         |      | +9,98% | +3,88% | −0,16% |

| An:                | 2023 | 2024   |
| ------------------ | ---- | ------ |
| Număr de persoane: | 2485 | 2480   |
| Diferență:         |      | −0,20% |